# Резолюция 136 на Съвета за сигурност на ООН
Резолюция 136 на Съвета за сигурност на ООН е приета на 31 май 1960 г. по повод кандидатурата на Тогоанската република за членство в ООН. С Резолюция 136 Съветът за сигурност препоръчва на Общото събрание на ООН Тогоанската република да бъде приет за член на Организацията на обединените нации.